# 福州义序机场
26°0′16″N 119°18′45″E / 26.00444°N 119.31250°E

福州义序机场现是一座位于中華人民共和國福建省福州市仓山区南台岛高盖山南侧的军用机场。在1997年长乐国际机场启用之前曾是福州惟一的机场。

## 駐紮飛機
- 戰鬥機：殲-10、殲-11
- 攻擊機：強-5
- 轟炸機：轟-6
- 運輸機：運-7、運-8、伊爾-76
- 空中加油機：轟油-6
- 預警機：空警2000

## 地理位置
义序机场位于高盖山南麓，四周环山，南面1公里处为高52米的义序山，9公里处有高607米的五虎山，东面则为高150米的大顶山，净空环境不佳，曾经有东航班机在此失事。

## 历史
1944年福州被日军第二次占领后，为了与盟军争夺制空权，日军在占领区加快修建机场，福州机场即是其中之一。当时日军强迫机场周围的福州仓山地区村民修建机场，包括十几岁的童工。抗日战争结束后由中華民國空軍接管。1948年1月15日，转为民用。
1949年8月，福州战役后，由中国人民解放军接收。1955年，一江山岛战役结束后，中共中央军委为夺取福建、粤东地区的制空權，掌握与中华民国在台灣海峽进行军事斗争的主动权。中央军委决定加紧修建多项国防工程，即鹰厦铁路和福州、龙田、汕头等沿海一线机场。中华民国方面对这一系列国防工程建成后形成的军事威胁，曾试图以轰炸摧毁。中華民國空軍司令王叔銘表示“要及早摧毁共军修建的空军基地”:54。
1974年12月1日，机场转变为军民合用机场。此时的义序机场是一个小型机场，主跑道仅一千九百多米长，15厘米厚，场内没有盲降设施，只能供子爵号、安-24等小型飞机白天起降使用。机场于1979年建设了一座候机大楼，占地面枳5142平方米。1980年3月，福建省人民政府决定扩建机场，主体工程于一九八二年二月二十五日完工。扩建后的机场主跑道延长至2400米，加厚30厘米，停机坪、平行滑道有所扩大，并增加盲降设备等，成为能供三叉戟、波音737等大型飞机昼夜起降使用的中型机场。
义序机场曾开辟多条国内外航线，一度成为国内赢利良好的机场，1996年旅客吞吐量为205万人次。然而受净空条件限制，义序机场已无法进一步扩大，且频繁起降导致跑道出现裂缝，地基下沉，起降条件较为恶劣。在1997年福州长乐国际机场启用后，义序机场大幅削减民航业务，仅保留与军方关系密切的中国联航一周一班的北京南苑航线，并在1999年将南苑线增至每周3班，还开通无锡航线。直到2002年，因为军队不准从事商业活动，老联航民航业务停止；义序机场因此彻底停办民航业务，停止民用航班起降。

## 搬迁
由于该机场临到无锡航线近市区，已限制福州城区南扩，对市区内建筑物限高等，对城市发展造成影响，福建省、福州市政府一直希望能将机场迁往他处。2010年的政府文件显示，福州市已经成立了“义序机场搬迁工作协调领导小组办公室”。2011年3月，福州市城乡规划局回复称，义序机场暂无搬迁时间表。2016年3月3日，福建省公布的《福建省国民经济和社会发展第十三个五年规划纲要》提到“积极推进义序机场迁建”。2018年4月，福州市双拥办回复市民表示，“义序机场是位于东南沿海的重要军用机场，目前情况下，其国防军事价值远大于其他军用机场。市委市政府为争取义序机场搬迁已努力多年，但目前军地双方在新机场选址问题上尚未达成一致意见。”2019年7月3日，福州市退役军人事务局回复市民称，经了解空军部队有关方面，义序机场没有扩建的计划，也不会搬迁周边居民。

## 重大事件
- 1981年8月8日，中華民國空軍少校黄植诚驾驶一架编号为5361的F-5F战斗机从台湾桃园空军基地飞抵义序机场，8月12日加入中国人民解放军。
- 1983年2月27日，中国民航上海管理局第五飞行大队一架编号为B-260的霍克薛利三叉戟型客机执行从广州经福州至上海的5312号班机，该机在义序机场降落后因跑道道面摩擦系数过低（低于民航规定标准的最低值），在雨中偏出跑道，前起落架在滑行中折断，前机身前下腹部严重变形[2]:197。事后义序机场于1986年10月20日开始进行跑道刻槽工程，但仅完成56%即告中止，此后义序机场不再出现跑道打滑导致的冲出跑道或偏出跑道的现象[2]:31。
- 1993年10月26日，东航的MU5398航班于13时04分在福州义序机场降落时发生事故，机上80人，旅客死亡2人、重伤10人[11][12]。

- 2009年8月，福州市永泰县残疾人黄某某在途经义序机场时，用随身携带的数码相机拍摄了义序路标、机场设施及几架军用飞机的视频，并随后上传至网上的个人公开空间，在视频简介中写着“去福州黄山，经过义序军用机场，近距离看到很激动，因为是第一次看到飞机，就拍下了……”他还声明：“本人不是间谍！”直至被有关部门制止，此段视频已被网民点击播放1.5万多次。 该段视频经空军福州指挥所保密委员会鉴定，其中3项为机密级，3项为秘密级，严重损害了国防和军队安全利益。永泰县法院以故意泄露国家秘密罪判处黄某某有期徒刑1年2个月，缓刑1年6个月。

## 对外交通
- 公共汽车
  - 50路：义序机场-尤溪洲东公交站，车费全年1元
    - 运行时间：
义序机场--→尤溪洲东公交站：6:40--18:30，
尤溪洲东公交站--→义序机场：6:40--19:05